# James Finlay
Pour les articles homonymes, voir Finlay.
James Finlay dit aussi Jim Finlay (Édimbourg, 1852 - Guildford, 1930) est un joueur international écossais de rugby.
Il fait partie de l'équipe d'Écosse qui affronte l'Angleterre dans ce qui constitue le tout premier match international de rugby de l'histoire, en 1871.

## Biographie
James Fairbairn Finlay naît le 8 avril 1852 à Édimbourg.
James Finlay joue pour les Edinburgh Academical, qui est alors l'un des meilleurs clubs de rugby d'Écosse,.

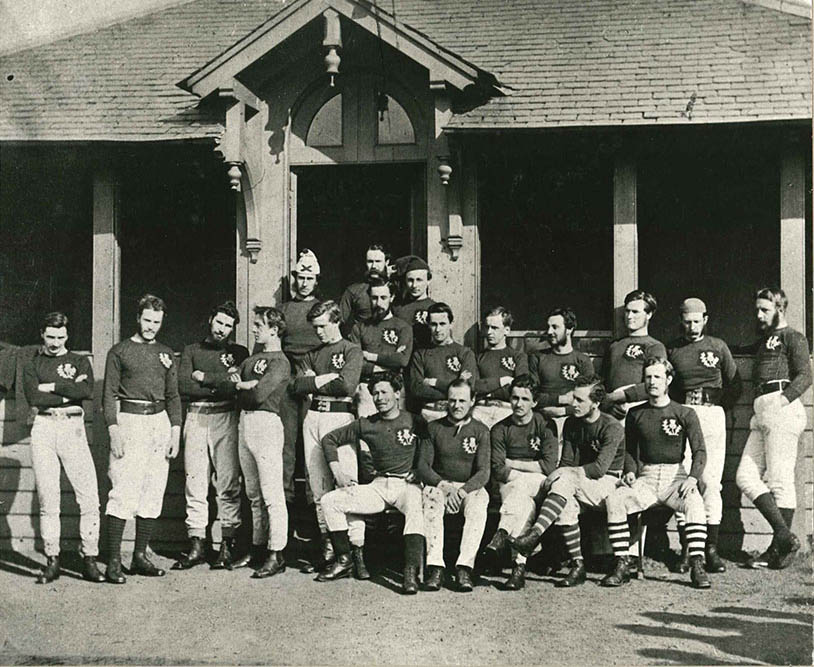
La première équipe nationale de rugby d'Écosse, lors du match de mars 1871 contre l'Angleterre à Édimbourg.

Il est aussi appelé dans l'équipe du district d'Édimbourg (en) pour le tout premier match de rugby provincial de Grande Bretagne, le 23 novembre 1872 contre celui de Glasgow (en). Il en est le capitaine lors de la confrontation du 5 décembre 1874.
James Finlay fait partie de la toute première équipe d'Écosse lors du tout premier match international de rugby de l'histoire. Celui-ci se conclut par une victoire des Écossais 1 à 0,,.
Finlay joue en tout quatre matchs internationaux entre 1871 et 1876 (pour un essai), tous contre l'Angleterre ; il s'agit aussi des quatre premiers premiers matchs internationaux de l'histoire,. Il est le frère d'Arthur (en) et Ninian (en), qui ont également été sélectionnés pour l'Écosse. Ils jouent tous ensemble une fois en 1875, lors du match nul 0-0 contre l'Angleterre à Raeburn Place : tandis que James joue sa quatrième et dernière sélection, Arthur et Ninian y obtiennent leur première.
James Finlay meurt à Guildford le 25 janvier 1930, à l'âge de 77 ans.